# فهرست دهه‌های میلادی
فهرست ده‌های میلادی از ۱۷ سده پیش از میلاد تا پایان سده ۲۲ میلادی.
| سده                   | دهه                     | دهه                     | دهه                     | دهه                     | دهه                     | دهه                     | دهه                     | دهه                     | دهه                     | دهه                     |
| --------------------- | ----------------------- | ----------------------- | ----------------------- | ----------------------- | ----------------------- | ----------------------- | ----------------------- | ----------------------- | ----------------------- | ----------------------- |
| سده ۱۷ (پیش از میلاد) | دهه ۱۶۹۰ (پیش از میلاد) | دهه ۱۶۸۰ (پیش از میلاد) | دهه ۱۶۷۰ (پیش از میلاد) | دهه ۱۶۶۰ (پیش از میلاد) | دهه ۱۶۵۰ (پیش از میلاد) | دهه ۱۶۴۰ (پیش از میلاد) | دهه ۱۶۳۰ (پیش از میلاد) | دهه ۱۶۲۰ (پیش از میلاد) | دهه ۱۶۱۰ (پیش از میلاد) | دهه ۱۶۰۰ (پیش از میلاد) |
| سده ۱۶ (پیش از میلاد) | دهه ۱۵۹۰ (پیش از میلاد) | دهه ۱۵۸۰ (پیش از میلاد) | دهه ۱۵۷۰ (پیش از میلاد) | دهه ۱۵۶۰ (پیش از میلاد) | دهه ۱۵۵۰ (پیش از میلاد) | دهه ۱۵۴۰ (پیش از میلاد) | دهه ۱۵۳۰ (پیش از میلاد) | دهه ۱۵۲۰ (پیش از میلاد) | دهه ۱۵۱۰ (پیش از میلاد) | دهه ۱۵۰۰ (پیش از میلاد) |
| سده ۱۵ (پیش از میلاد) | دهه ۱۴۹۰ (پیش از میلاد) | دهه ۱۴۸۰ (پیش از میلاد) | دهه ۱۴۷۰ (پیش از میلاد) | دهه ۱۴۶۰ (پیش از میلاد) | دهه ۱۴۵۰ (پیش از میلاد) | دهه ۱۴۴۰ (پیش از میلاد) | دهه ۱۴۳۰ (پیش از میلاد) | دهه ۱۴۲۰ (پیش از میلاد) | دهه ۱۴۱۰ (پیش از میلاد) | دهه ۱۴۰۰ (پیش از میلاد) |
| سده ۱۴ (پیش از میلاد) | دهه ۱۳۹۰ (پیش از میلاد) | دهه ۱۳۸۰ (پیش از میلاد) | دهه ۱۳۷۰ (پیش از میلاد) | دهه ۱۳۶۰ (پیش از میلاد) | دهه ۱۳۵۰ (پیش از میلاد) | دهه ۱۳۴۰ (پیش از میلاد) | دهه ۱۳۳۰ (پیش از میلاد) | دهه ۱۳۲۰ (پیش از میلاد) | دهه ۱۳۱۰ (پیش از میلاد) | دهه ۱۳۰۰ (پیش از میلاد) |
| سده ۱۳ (پیش از میلاد) | دهه ۱۲۹۰ (پیش از میلاد) | دهه ۱۲۸۰ (پیش از میلاد) | دهه ۱۲۷۰ (پیش از میلاد) | دهه ۱۲۶۰ (پیش از میلاد) | دهه ۱۲۵۰ (پیش از میلاد) | دهه ۱۲۴۰ (پیش از میلاد) | دهه ۱۲۳۰ (پیش از میلاد) | دهه ۱۲۲۰ (پیش از میلاد) | دهه ۱۲۱۰ (پیش از میلاد) | دهه ۱۲۰۰ (پیش از میلاد) |
| سده ۱۲ (پیش از میلاد) | دهه ۱۱۹۰ (پیش از میلاد) | دهه ۱۱۸۰ (پیش از میلاد) | دهه ۱۱۷۰ (پیش از میلاد) | دهه ۱۱۶۰ (پیش از میلاد) | دهه ۱۱۵۰ (پیش از میلاد) | دهه ۱۱۴۰ (پیش از میلاد) | دهه ۱۱۳۰ (پیش از میلاد) | دهه ۱۱۲۰ (پیش از میلاد) | دهه ۱۱۱۰ (پیش از میلاد) | دهه ۱۱۰۰ (پیش از میلاد) |
| سده ۱۱ (پیش از میلاد) | دهه ۱۰۹۰ (پیش از میلاد) | دهه ۱۰۸۰ (پیش از میلاد) | دهه ۱۰۷۰ (پیش از میلاد) | دهه ۱۰۶۰ (پیش از میلاد) | دهه ۱۰۵۰ (پیش از میلاد) | دهه ۱۰۴۰ (پیش از میلاد) | دهه ۱۰۳۰ (پیش از میلاد) | دهه ۱۰۲۰ (پیش از میلاد) | دهه ۱۰۱۰ (پیش از میلاد) | دهه ۱۰۰۰ (پیش از میلاد) |
| سده ۱۰ (پیش از میلاد) | دهه ۹۹۰ (پیش از میلاد)  | دهه ۹۸۰ (پیش از میلاد)  | دهه ۹۷۰ (پیش از میلاد)  | دهه ۹۶۰ (پیش از میلاد)  | دهه ۹۵۰ (پیش از میلاد)  | دهه ۹۴۰ (پیش از میلاد)  | دهه ۹۳۰ (پیش از میلاد)  | دهه ۹۲۰ (پیش از میلاد)  | دهه ۹۱۰ (پیش از میلاد)  | دهه ۹۰۰ (پیش از میلاد)  |
| سده ۹ (پیش از میلاد)  | دهه ۸۹۰ (پیش از میلاد)  | دهه ۸۸۰ (پیش از میلاد)  | دهه ۸۷۰ (پیش از میلاد)  | دهه ۸۶۰ (پیش از میلاد)  | دهه ۸۵۰ (پیش از میلاد)  | دهه ۸۴۰ (پیش از میلاد)  | دهه ۸۳۰ (پیش از میلاد)  | دهه ۸۲۰ (پیش از میلاد)  | دهه ۸۱۰ (پیش از میلاد)  | دهه ۸۰۰ (پیش از میلاد)  |
| سده ۸ (پیش از میلاد)  | دهه ۷۹۰ (پیش از میلاد)  | دهه ۷۸۰ (پیش از میلاد)  | دهه ۷۷۰ (پیش از میلاد)  | دهه ۷۶۰ (پیش از میلاد)  | دهه ۷۵۰ (پیش از میلاد)  | دهه ۷۴۰ (پیش از میلاد)  | دهه ۷۳۰ (پیش از میلاد)  | دهه ۷۲۰ (پیش از میلاد)  | دهه ۷۱۰ (پیش از میلاد)  | دهه ۷۰۰ (پیش از میلاد)  |
| سده ۷ (پیش از میلاد)  | دهه ۶۹۰ (پیش از میلاد)  | دهه ۶۸۰ (پیش از میلاد)  | دهه ۶۷۰ (پیش از میلاد)  | دهه ۶۶۰ (پیش از میلاد)  | دهه ۶۵۰ (پیش از میلاد)  | دهه ۶۴۰ (پیش از میلاد)  | دهه ۶۳۰ (پیش از میلاد)  | دهه ۶۲۰ (پیش از میلاد)  | دهه ۶۱۰ (پیش از میلاد)  | دهه ۶۰۰ (پیش از میلاد)  |
| سده ۶ (پیش از میلاد)  | دهه ۵۹۰ (پیش از میلاد)  | دهه ۵۸۰ (پیش از میلاد)  | دهه ۵۷۰ (پیش از میلاد)  | دهه ۵۶۰ (پیش از میلاد)  | دهه ۵۵۰ (پیش از میلاد)  | دهه ۵۴۰ (پیش از میلاد)  | دهه ۵۳۰ (پیش از میلاد)  | دهه ۵۲۰ (پیش از میلاد)  | دهه ۵۱۰ (پیش از میلاد)  | دهه ۵۰۰ (پیش از میلاد)  |
| سده ۵ (پیش از میلاد)  | دهه ۴۹۰ (پیش از میلاد)  | دهه ۴۸۰ (پیش از میلاد)  | دهه ۴۷۰ (پیش از میلاد)  | دهه ۴۶۰ (پیش از میلاد)  | دهه ۴۵۰ (پیش از میلاد)  | دهه ۴۴۰ (پیش از میلاد)  | دهه ۴۳۰ (پیش از میلاد)  | دهه ۴۲۰ (پیش از میلاد)  | دهه ۴۱۰ (پیش از میلاد)  | دهه ۴۰۰ (پیش از میلاد)  |
| سده ۴ (پیش از میلاد)  | دهه ۳۹۰ (پیش از میلاد)  | دهه ۳۸۰ (پیش از میلاد)  | دهه ۳۷۰ (پیش از میلاد)  | دهه ۳۶۰ (پیش از میلاد)  | دهه ۳۵۰ (پیش از میلاد)  | دهه ۳۴۰ (پیش از میلاد)  | دهه ۳۳۰ (پیش از میلاد)  | دهه ۳۲۰ (پیش از میلاد)  | دهه ۳۱۰ (پیش از میلاد)  | دهه ۳۰۰ (پیش از میلاد)  |
| سده ۳ (پیش از میلاد)  | دهه ۲۹۰ (پیش از میلاد)  | دهه ۲۸۰ (پیش از میلاد)  | دهه ۲۷۰ (پیش از میلاد)  | دهه ۲۶۰ (پیش از میلاد)  | دهه ۲۵۰ (پیش از میلاد)  | دهه ۲۴۰ (پیش از میلاد)  | دهه ۲۳۰ (پیش از میلاد)  | دهه ۲۲۰ (پیش از میلاد)  | دهه ۲۱۰ (پیش از میلاد)  | دهه ۲۰۰ (پیش از میلاد)  |
| سده ۲ (پیش از میلاد)  | دهه ۱۹۰ (پیش از میلاد)  | دهه ۱۸۰ (پیش از میلاد)  | دهه ۱۷۰ (پیش از میلاد)  | دهه ۱۶۰ (پیش از میلاد)  | دهه ۱۵۰ (پیش از میلاد)  | دهه ۱۴۰ (پیش از میلاد)  | دهه ۱۳۰ (پیش از میلاد)  | دهه ۱۲۰ (پیش از میلاد)  | دهه ۱۱۰ (پیش از میلاد)  | دهه ۱۰۰ (پیش از میلاد)  |
| سده ۱ (پیش از میلاد)  | دهه ۹۰ (پیش از میلاد)   | دهه ۸۰ (پیش از میلاد)   | دهه ۷۰ (پیش از میلاد)   | دهه ۶۰ (پیش از میلاد)   | دهه ۵۰ (پیش از میلاد)   | دهه ۴۰ (پیش از میلاد)   | دهه ۳۰ (پیش از میلاد)   | دهه ۲۰ (پیش از میلاد)   | دهه ۱۰ (پیش از میلاد)   | دهه ۰ (پیش از میلاد)    |
| سده ۱ (میلادی)        | دهه ۰ (میلادی)          | دهه ۱۰ (میلادی)         | دهه ۲۰ (میلادی)         | دهه ۳۰ (میلادی)         | دهه ۴۰ (میلادی)         | دهه ۵۰ (میلادی)         | دهه ۶۰ (میلادی)         | دهه ۷۰ (میلادی)         | دهه ۸۰ (میلادی)         | دهه ۹۰ (میلادی)         |
| سده ۲ (میلادی)        | دهه ۱۰۰ (میلادی)        | دهه ۱۱۰ (میلادی)        | دهه ۱۲۰ (میلادی)        | دهه ۱۳۰ (میلادی)        | دهه ۱۴۰ (میلادی)        | دهه ۱۵۰ (میلادی)        | دهه ۱۶۰ (میلادی)        | دهه ۱۷۰ (میلادی)        | دهه ۱۸۰ (میلادی)        | دهه ۱۹۰ (میلادی)        |
| سده ۳ (میلادی)        | دهه ۲۰۰ (میلادی)        | دهه ۲۱۰ (میلادی)        | دهه ۲۲۰ (میلادی)        | دهه ۲۳۰ (میلادی)        | دهه ۲۴۰ (میلادی)        | دهه ۲۵۰ (میلادی)        | دهه ۲۶۰ (میلادی)        | دهه ۲۷۰ (میلادی)        | دهه ۲۸۰ (میلادی)        | دهه ۲۹۰ (میلادی)        |
| سده ۴ (میلادی)        | دهه ۳۰۰ (میلادی)        | دهه ۳۱۰ (میلادی)        | دهه ۳۲۰ (میلادی)        | دهه ۳۳۰ (میلادی)        | دهه ۳۴۰ (میلادی)        | دهه ۳۵۰ (میلادی)        | دهه ۳۶۰ (میلادی)        | دهه ۳۷۰ (میلادی)        | دهه ۳۸۰ (میلادی)        | دهه ۳۹۰ (میلادی)        |
| سده ۵ (میلادی)        | دهه ۴۰۰ (میلادی)        | دهه ۴۱۰ (میلادی)        | دهه ۴۲۰ (میلادی)        | دهه ۴۳۰ (میلادی)        | دهه ۴۴۰ (میلادی)        | دهه ۴۵۰ (میلادی)        | دهه ۴۶۰ (میلادی)        | دهه ۴۷۰ (میلادی)        | دهه ۴۸۰ (میلادی)        | دهه ۴۹۰ (میلادی)        |
| سده ۶ (میلادی)        | دهه ۵۰۰ (میلادی)        | دهه ۵۱۰ (میلادی)        | دهه ۵۲۰ (میلادی)        | دهه ۵۳۰ (میلادی)        | دهه ۵۴۰ (میلادی)        | دهه ۵۵۰ (میلادی)        | دهه ۵۶۰ (میلادی)        | دهه ۵۷۰ (میلادی)        | دهه ۵۸۰ (میلادی)        | دهه ۵۹۰ (میلادی)        |
| سده ۷ (میلادی)        | دهه ۶۰۰ (میلادی)        | دهه ۶۱۰ (میلادی)        | دهه ۶۲۰ (میلادی)        | دهه ۶۳۰ (میلادی)        | دهه ۶۴۰ (میلادی)        | دهه ۶۵۰ (میلادی)        | دهه ۶۶۰ (میلادی)        | دهه ۶۷۰ (میلادی)        | دهه ۶۸۰ (میلادی)        | دهه ۶۹۰ (میلادی)        |
| سده ۸ (میلادی)        | دهه ۷۰۰ (میلادی)        | دهه ۷۱۰ (میلادی)        | دهه ۷۲۰ (میلادی)        | دهه ۷۳۰ (میلادی)        | دهه ۷۴۰ (میلادی)        | دهه ۷۵۰ (میلادی)        | دهه ۷۶۰ (میلادی)        | دهه ۷۷۰ (میلادی)        | دهه ۷۸۰ (میلادی)        | دهه ۷۹۰ (میلادی)        |
| سده ۹ (میلادی)        | دهه ۸۰۰ (میلادی)        | دهه ۸۱۰ (میلادی)        | دهه ۸۲۰ (میلادی)        | دهه ۸۳۰ (میلادی)        | دهه ۸۴۰ (میلادی)        | دهه ۸۵۰ (میلادی)        | دهه ۸۶۰ (میلادی)        | دهه ۸۷۰ (میلادی)        | دهه ۸۸۰ (میلادی)        | دهه ۸۹۰ (میلادی)        |
| سده ۱۰ (میلادی)       | دهه ۹۰۰ (میلادی)        | دهه ۹۱۰ (میلادی)        | دهه ۹۲۰ (میلادی)        | دهه ۹۳۰ (میلادی)        | دهه ۹۴۰ (میلادی)        | دهه ۹۵۰ (میلادی)        | دهه ۹۶۰ (میلادی)        | دهه ۹۷۰ (میلادی)        | دهه ۹۸۰ (میلادی)        | دهه ۹۹۰ (میلادی)        |
| سده ۱۱ (میلادی)       | دهه ۱۰۰۰ (میلادی)       | دهه ۱۰۱۰ (میلادی)       | دهه ۱۰۲۰ (میلادی)       | دهه ۱۰۳۰ (میلادی)       | دهه ۱۰۴۰ (میلادی)       | دهه ۱۰۵۰ (میلادی)       | دهه ۱۰۶۰ (میلادی)       | دهه ۱۰۷۰ (میلادی)       | دهه ۱۰۸۰ (میلادی)       | دهه ۱۰۹۰ (میلادی)       |
| سده ۱۲ (میلادی)       | دهه ۱۱۰۰ (میلادی)       | دهه ۱۱۱۰ (میلادی)       | دهه ۱۱۲۰ (میلادی)       | دهه ۱۱۳۰ (میلادی)       | دهه ۱۱۴۰ (میلادی)       | دهه ۱۱۵۰ (میلادی)       | دهه ۱۱۶۰ (میلادی)       | دهه ۱۱۷۰ (میلادی)       | دهه ۱۱۸۰ (میلادی)       | دهه ۱۱۹۰ (میلادی)       |
| سده ۱۳ (میلادی)       | دهه ۱۲۰۰ (میلادی)       | دهه ۱۲۱۰ (میلادی)       | دهه ۱۲۲۰ (میلادی)       | دهه ۱۲۳۰ (میلادی)       | دهه ۱۲۴۰ (میلادی)       | دهه ۱۲۵۰ (میلادی)       | دهه ۱۲۶۰ (میلادی)       | دهه ۱۲۷۰ (میلادی)       | دهه ۱۲۸۰ (میلادی)       | دهه ۱۲۹۰ (میلادی)       |
| سده ۱۴ (میلادی)       | دهه ۱۳۰۰ (میلادی)       | دهه ۱۳۱۰ (میلادی)       | دهه ۱۳۲۰ (میلادی)       | دهه ۱۳۳۰ (میلادی)       | دهه ۱۳۴۰ (میلادی)       | دهه ۱۳۵۰ (میلادی)       | دهه ۱۳۶۰ (میلادی)       | دهه ۱۳۷۰ (میلادی)       | دهه ۱۳۸۰ (میلادی)       | دهه ۱۳۹۰ (میلادی)       |
| سده ۱۵ (میلادی)       | دهه ۱۴۰۰ (میلادی)       | دهه ۱۴۱۰ (میلادی)       | دهه ۱۴۲۰ (میلادی)       | دهه ۱۴۳۰ (میلادی)       | دهه ۱۴۴۰ (میلادی)       | دهه ۱۴۵۰ (میلادی)       | دهه ۱۴۶۰ (میلادی)       | دهه ۱۴۷۰ (میلادی)       | دهه ۱۴۸۰ (میلادی)       | دهه ۱۴۹۰ (میلادی)       |
| سده ۱۶ (میلادی)       | دهه ۱۵۰۰ (میلادی)       | دهه ۱۵۱۰ (میلادی)       | دهه ۱۵۲۰ (میلادی)       | دهه ۱۵۳۰ (میلادی)       | دهه ۱۵۴۰ (میلادی)       | دهه ۱۵۵۰ (میلادی)       | دهه ۱۵۶۰ (میلادی)       | دهه ۱۵۷۰ (میلادی)       | دهه ۱۵۸۰ (میلادی)       | دهه ۱۵۹۰ (میلادی)       |
| سده ۱۷ (میلادی)       | دهه ۱۶۰۰ (میلادی)       | دهه ۱۶۱۰ (میلادی)       | دهه ۱۶۲۰ (میلادی)       | دهه ۱۶۳۰ (میلادی)       | دهه ۱۶۴۰ (میلادی)       | دهه ۱۶۵۰ (میلادی)       | دهه ۱۶۶۰ (میلادی)       | دهه ۱۶۷۰ (میلادی)       | دهه ۱۶۸۰ (میلادی)       | دهه ۱۶۹۰ (میلادی)       |
| سده ۱۸ (میلادی)       | دهه ۱۷۰۰ (میلادی)       | دهه ۱۷۱۰ (میلادی)       | دهه ۱۷۲۰ (میلادی)       | دهه ۱۷۳۰ (میلادی)       | دهه ۱۷۴۰ (میلادی)       | دهه ۱۷۵۰ (میلادی)       | دهه ۱۷۶۰ (میلادی)       | دهه ۱۷۷۰ (میلادی)       | دهه ۱۷۸۰ (میلادی)       | دهه ۱۷۹۰ (میلادی)       |
| سده ۱۹ (میلادی)       | دهه ۱۸۰۰ (میلادی)       | دهه ۱۸۱۰ (میلادی)       | دهه ۱۸۲۰ (میلادی)       | دهه ۱۸۳۰ (میلادی)       | دهه ۱۸۴۰ (میلادی)       | دهه ۱۸۵۰ (میلادی)       | دهه ۱۸۶۰ (میلادی)       | دهه ۱۸۷۰ (میلادی)       | دهه ۱۸۸۰ (میلادی)       | دهه ۱۸۹۰ (میلادی)       |
| سده ۲۰ (میلادی)       | دهه ۱۹۰۰ (میلادی)       | دهه ۱۹۱۰ (میلادی)       | دهه ۱۹۲۰ (میلادی)       | دهه ۱۹۳۰ (میلادی)       | دهه ۱۹۴۰ (میلادی)       | دهه ۱۹۵۰ (میلادی)       | دهه ۱۹۶۰ (میلادی)       | دهه ۱۹۷۰ (میلادی)       | دهه ۱۹۸۰ (میلادی)       | دهه ۱۹۹۰ (میلادی)       |
| سده ۲۱                | ۲۰۰۰                    | ۲۰۱۰                    | ۲۰۲۰                    | ۲۰۳۰                    | ۲۰۴۰                    | ۲۰۵۰                    | ۲۰۶۰                    | ۲۰۷۰                    | ۲۰۸۰                    | ۲۰۹۰                    |
| سده ۲۲                | ۲۱۰۰                    | ۲۱۱۰                    | ۲۱۲۰                    | ۲۱۳۰                    | ۲۱۴۰                    | ۲۱۵۰                    | ۲۱۶۰                    | ۲۱۷۰                    | ۲۱۸۰                    | ۲۱۹۰                    |

- مرور کلی
- محتوای برگزیده
- پیرامون
- فهرست‌ها
- درگاه‌ها
- واژه‌نامه‌ها
- رده‌ها
- شاخص‌ها

- رویدادهای کنونی
- مرجع
- فرهنگ
- جغرافیا
- سلامت
- تاریخ
- ریاضی
- طبیعت
- افراد
- فلسفه
- مذهب
- جامعه
- فناوری

- رشته‌های دانشگاهی
- روزهای سال میلادی
  - امروز
- کشورها و سرزمین‌ها
- افراد
  - درگذشته‌های امسال
- گاه‌شمارها
  - سده‌های میلادی
  - دهه‌های میلادی

- فهرست الف-ی
- رده‌ها
- رده‌بندی دهدهی دیوئی
- رده‌بندی کتابخانه کنگره
- لغت‌نامه راجت
- نوشتارهای صوتی
- کتاب‌های ویکی‌پدیا